# بيورن جي. أندرسن
بيورن جي. أندرسن (بالنرويجية البوكمول: Bjørn G. Andersen)‏ هو جيولوجي وبروفيسور وكاتب ولاعب كرة قدم نرويجي، ولد في 23 مارس 1924 في ستافانغر في النرويج، وتوفي في 12 يناير 2012 في أسكر في النرويج.